# 马克·博斯韦尔
马克·博斯韦尔（英語：Mark Boswell，1977年7月28日—），加拿大男子田径运动员。他曾代表加拿大参加1999年泛美运动会田径比赛，获得一枚金牌。他也曾参加2000年和2004年夏季奥林匹克运动会。